# Protomiris
Protomiris is een geslacht van wantsen uit de familie van de Miridae (Blindwantsen). Het geslacht werd voor het eerst wetenschappelijk beschreven door Bertil Robert Poppius in 1911.

## Soorten
Het genus is monotypisch en bevat alleen de volgende soort:

- Protomiris nigronasutus Poppius, 1911